# Мајами (Оклахома)
Мајами (енгл. Miami) град је у америчкој савезној држави Оклахома.

## Демографија
По попису из 2010. године број становника је 13.570, што је 134 (-1,0%) становника мање него 2000. године.
| Група             | 2000.          | 2010.         |
| Белци             | 10.180 (74,3%) | 9.100 (67,1%) |
| Афроамериканци    | 164 (1,2%)     | 182 (1,3%)    |
| Азијати           | 64 (0,5%)      | 71 (0,5%)     |
| Хиспаноамериканци | 322 (2,3%)     | 657 (4,8%)    |
| Укупно            | 13.704         | 13.570        |